# 青木鈴
參數所指定的目標頁面不存在，建議更正成存在頁面或直接建立下列一個頁面（建立前請先搜尋是否有合適的存在頁面可以取代）：
- 青木玲

青木鈴（1985年2月28日—），本名本山鈴果，是日本知名的前寫真女星，現AV女優、脫衣舞孃。出身於日本山形縣寒河江市，現為OPPAI事務所的專屬女優。

## 略歷
- 2002年以奧山鈴名義參加真人實境秀《東京女事務所》的演出，之後改名青木鈴開始寫真女星生涯。
- 2006年5月正式轉行成為AV女優，以一片拿下MOODYZ年末大感謝祭的最優秀作品獎。
- 2010年8月16日，東京熱官網發佈青木鈴將拍攝無碼片之情報，引起影迷關注。
- 2010年12月，青木鈴的照片和名字登上東京某風俗店的網站，投入妓女行業。[3][4]

## 作品

### AV作品
2009年
- 108cmKcup パイズリ（2009年1月19日、OPPAI）
- 108cmKcup 女教師（2009年2月19日、OPPAI）
- 108cmKcup ソープ（2009年4月19日、OPPAI）
- 108cmKcup OL（2009年5月19日、OPPAI）
- 108cmKcup 99cmIcup W爆乳ドリーム （2009年6月19日、OPPAI）- 共演：青山菜菜
- 108cmKcup ナース（2009年7月19日、OPPAI）
- 超爆乳ボディSPECIAL（2009年8月13日、MOODYZ）- 共演：花井美沙、阿野亞瑠琉、小峰日向
- マジックミラー号 逆ナンパ in 三浦海岸2009（2009年11月5日、ディープス）- 共演： 石川鈴華、 濱崎里緒、星野明

## 外部連結
- 青木鈴官方網站
- 青木鈴官方網誌 （页面存档备份，存于）
- 青木りん (rin_aoki108)的X（前Twitter）